# Edwin Ifeanyi
Edwin Ifeanyi (1972. április 28. –) kameruni válogatott labdarúgó.

## Nemzeti válogatott
A kameruni válogatottban 2 mérkőzést játszott.

## Statisztika
| Kameruni válogatott | Kameruni válogatott | Kameruni válogatott |
| Időszak             | Mérk.               | gól                 |
| ------------------- | ------------------- | ------------------- |
| 1992                |                     |                     |
| 1993                |                     |                     |
| 1994                | 2                   | 0                   |
| Összesen            | 2                   | 0                   |